# كريس (رواية)
كريس (بالإنجليزية: Cress)‏ هي الرواية الثالثة من السجلات القمرية لماريسا ميير، نشرت من قبل ماكميلان بابليشرز من خلال شركتها الفرعية فيول والأصدقاء. القصة قائمة بشكل كبير على الحكاية الخرافية «رابونزل»، كالروايات السابقة سيندر وسكارلت القائمتين بشكل كبير على «سندريلا» و «ذات الرداء الأحمر» على التوالي.